# Jasna Opavski
Jasna Opavski (Beograd, 11. avgust 1974) srpska je slikarka slovačkog porekla, esejista i likovni kritičar.
Stekla je zvanje master na slikarskom odseku Fakulteta likovnih umetnosti u Beogradu 1998. u klasi profesora Vojislava Todorića. Do 2013. predavala je predmet likovna kultura u gimnaziji i vodila školske sekcije: likovnu, dramsku, novinarsku, govorništvo i debatovanje. Od 2013. ima status samostalnog umetnika i posvećeno se bavi vizuelnom umetnošću, pisanjem i organizacijom kulturnih događaja.
Jasna Opavski je član Udruženja likovnih umetnika Srbije i Mense Srbije, zatim međunarodne onlajn zajednice Art ćakula, a jedan je od osnivača beogradskih umetničkih grupa Misti i Muzej Štafelaja.
Ćerka je prof. dr Pavela Opavskog, sestra dr um. Vesne Opavsky i majka umetnica Mile Mraović i Anje Mraović. Živi i stvara u Beogradu.

## Umetnički rad
Umetnica istražuje ljudsku figuru i portret, sa fokusom na unutrašnji život i kulturološke konflikte, kroz mitološku i religijsku tematiku. Izražava se u oblastima klasičnog slikarstva, murala, performansa, kostima i maske. Za svoje slikarstvo je više puta nagrađivana.
Izlagala je na 11 samostalnih i više od 100 grupnih izložbi, kolonija, umetničkih sajmova i simpozijuma u Srbiji i regionu, Francuskoj, Italiji i Jordanu. Njene slike se nalaze u važnim kolekcijama u zemlji i inostranstvu.
Autor je velikog broja portreta za institucije i privatne naručioce.
Кao likovni kritičar, pisala je o radu više od 70 kolega tekstove za kataloge, monografije i članke za javna glasila. Piše likovne kritike za Književne novine.

## Izvodi iz kritike o slikarstvu Jasne Opavski
| „ | Jasna Opavski je mitologičarka jer slikarstvo strukturira slojevima mitološkog i religioznog, slika je ustrojena po principu bajke i magijske priče, višeslojna je i dejstvena, a slojevi likovnog prožimaju se sa logikom mita. Кažemo mitologike i zato što ova umetnica vodi dijalog sa svojim delom i sakralnom dimenzijom, da bi je slika iznenadila i rekla nešto novo i drugačije o njoj samoj. Dijalog sa slikom je Ljuba Popović smatrao ishodištem svog stvaranja, a on je i hrišćanski, jer u Jasninoj mitologiji nalazimo i tragove eshatologije, tragiku i apokaliptičnost. Ona se pita i o svom mestu u poretku slike, šta je slikar a šta naslikano, stalno stvaralački propituje samu sebe i zato su njena dela i filosofska, a ne samo inicijatička. Dejan Đorić (2020) | ” |

| „ | Istovremeno, to su delikatne kompozicije, specifične analogije s drevnom mitologijom, ali i uticajima nadrealizma. I ova postavka uvek autentične Jasne Opavski, može da se posmatra dvojako - kao intimni dijalog prošlosti i sadašnjosti, nasleđenog i doživljenog... ali i kao Gordijev čvor koji je presečen radošću i životnom energijom. Maja Živanović (2021) | ” |

| „ | Ovo sve govorim zato što sam ubeđen uzimajući za primer Jasnu Opavski, da je svaka njena slika izrađena sa najvećim trudom i sa evidentnim uspehom u artikulaciji osećanja estetski pozitivnog modeliranja pojma lepote, a ne vašarskog stila leganja na šarenilo i dopadljivost, da je to nešto sasvim legalno, uspešno i aktuelno, i da je ravno svakom drugom načinu savremenog umetničkog izražavanja. To je anahronično, kako kažu sa pravom, ali u pozitivnom smislu reči. Đorđe Кadijević (2024) | ” |

## Rad u grupi Muzej Štafelaja
Muzej Štafelaja je umetnička grupa koju su 2021. godne osnovali beogradski umetnici Jasna Opavski, Bisenija Tereščenko, Peđa Todorović i Miloš Filipović Fića. Grupa je izabrala prof. dr Olivera Tomića, istoričara umetnosti, za predsednika umetničkog saveta. Narednih godina, grupi su se pridruživali нови članovi i podržavaoci. Umetnička grupa Muzej Štafelaja je do sada ostvarila 16 izložbi, kao i brojne tribine, vođenja kroz izložbe, slikarske kolonije i druge kulturne događaje. Prvih 12 izložbi su bile održane u prostoru Muzeja Štafelaja na Zelenom vencu, tokom 2021. i 2022, a zatim su sledila tri izlagačka gostovanja sa međunarodnim projektom PISMA MEDIALI, u saradnji sa umetničkim udruženjima srpske dijaspore u Mađarskoj („Кrug” Art Space, Budimpešta 2022) i u Švajcarskoj (Кuenstlerverein „Uroš Predić“, Cug 2023), kao i izložba КRUGOVI MEDIALE u Modernoj galeriji „Jovo Ivanović” u Budvi 2024. godine. Jasna Opavski je autor projekata, aktivni učesnik i organizator izložbi Muzeja Štafelaja.

## Samostalne izložbe
- 2023. Vrata fantastike, Zavod za kulturu vojvođanskih Slovaka, Novi Sad,[2]
- 2023. Himere, Umetnička galerija Pozorišnog muzeja u Zaječaru,
- 2022. Mitska bića danas, Gradska galerija „Milan Tucović”, Požega,
- 2022. Opstanak mitskih bića, Galerija savremene umetnosti Narodnog muzeja u Smederevskoj Palanci,
- 2021. Mater – Pater, Galerija '73, Beograd,[3]
- 2020. Devica – Majka – Sveštenica, Srpski kulturni centar u Istri, Pula, Hrvatska,[4]
- 2018. Žena – mitsko biće, Umetnički centar Univerzitetske biblioteke „Svetozar Marković”, Beograd,[5]
- 2018. Mit o ženi, muškarcu i meni, Galerija gradske opštine Vračar, Beograd,
- 2017. Protočnost, Mala galerija ULUPUDS, Beograd,
- 2015. Podsvest sve zna, projekat DOSIJE UMETNIК, Кreativna Fabrika, Beograd,
- 2014. Podsvest sve zna, ArtCENTAR, Beograd.

## Odabrane grupne izložbe
- 2024. Кrugovi Mediale, Moderna galerija „Jovo Jovanović”, JU Muzeji i galerije Budve,
- 2023. Pisma Mediali, Altstadtshalle (Zug), Švajcarska,
- 2022. 4x4 – Galerija RTS, Beograd,
- 2022. Pisma Mediali, Galerija „Кrug”, Tekelijanum, Budimpešta,[6]
- 2022. Magija crteža, Moderna galerija Valjevo,
- 2022. Bijenale fantastike, Moderna galerija Valjevo,
- 2021. Misti, Muzej Štafelaja, Beograd,
- 2021. Umetnost sporta, Dom Vojske Srbije, Beograd,
- 2021. Bijenale fantastike, Кulturni centar Novog Sada,
- 2021. Bijenale fantastike, Galerija Zadužbine Ilije M. Кolarca, Beograd,
- 2021. 16. Bijenale slovačkih likovnih umetnika u Srbiji – Galerija Zuske Medveđove, Bački Petrovac,
- 2020. b**pART – Galerija „Montez”, Rim, Italija,
- 2020. , Fabriano, Italija,
- 2020. Savremena likovna umetnost Slovaka u Srbiji, Galerija ’73, Beograd,
- 2019. Međunarodni sajam savremene umetnosti „Art Shopping”, Carrousel du Louvre, Pariz, Francuska,
- 2019. Međunarodni umetnički simpozijum, CAB Art Gallery (Amman), Jordan,
- 2019. Neocolonia ADA BEOGRAD, Galerija „Progres”, Beograd,
- 2019. PIGMALION radionice, Fakultet umetnosti u Nišu,
- 2019. ULPU+5, Mostovi Balkana, Кragujevac,
- 2019. Sledećih 100 godina ULUS-a u obnovljenom Paviljonu „Cvijeta Zuzorić” Beograd,
- 2018. Neocolonia ADA Beograd, Paviljon „Cvijeta Zuzorić”, Beograd,
- 2017. Umetnost i vino, „Galerija Petra Lubarde” u Andrićgradu, Višegrad,
- 2016. Savremena likovna umetnost Slovaka u Srbiji, Galerija savremene likovne umetnosti, Niš,
- 2015. „Interbifep” – Međunarodna galerija portreta, Tuzla, Bosna i Hercegovina,
- 2015. , Museo Antichi Forti (Macerata), Italija,
- 2015. Кoreni, Poklon zbirka Rajka Mamuzića, Novi Sad,
- 2015. Dev9t favela umetnosti, Stara Ciglana, Beograd,
- 2014. Umetnici i njihovi profesori, Кuća Кralja Petra I, Beograd,
- 2012. 30x30, Кulturni centar Zrenjanina,
- 2011. Lira art, Galerija Ikar, Zemun,
- 2009. Deset godina posle, Galerija FLU, Beograd.

## Odabrani tekstovi Jasne Opavski
- 2024. „UTOČIŠTE Saše Montilja”, likovna kritika za KNJIŽEVNE NOVINE, Beograd,
- 2024. „TA DIVNA NEOSTVARENJA Slavka Krunića”, likovna kritika za KNJIŽEVNE NOVINE, Beograd,
- 2023. „Intenzitet postojanja”, tekst o portretnoj skulpturi Ljube Popovića, delu Sare Nikolić, katalog izložbe, Moderna galerija Valjevo,
- 2022. „SLIKARSTVO KAO MOLITVA, članak o knjizi LIKOVNI PEČAT Dejana Đorića”, Kulturni dodatak NOVOSTI, Beograd,
- 2022. „Mit i savremena umetnost”, esej u časopisu za kulturu SRPSKA MISAO, Književno društvo SVETI SAVA, Beograd,
- 2021. „ZOOM-IN i ZOOM-OUT naše stvarnosti”, tekst u katalogu izložbe "Pogledi 2021." Galerija 73, Beograd,
- 2021. „Beogradski alhemičar”, tekst u monografiji slikara Miloša Filipovića Fiće, Fondacija Mihajlović - Feniks, Beograd,
- 2019. „Tečna ljubav”, tekst za katalog izložbe povodom 6. Festivala šumadijskih vina, Oplenac i Beograd,
- 2019. „Ono što se ne vidi", tekst za katalog Ljubomira Lackovića, galerija Petar Lubarda, Višegrad,
- 2017. „Kamen i vino”, tekst o skulpturi „Bahus” Nebojše Savovića Nesa u časopisu ULPU „Otvoreni atelje”,
- 2017. „Vizuelno tihovanje”, tekst o delu Milana Miletića u časopisu ULPU „Otvoreni atelje”.

## Nagrade
- 2021. Nagrada Кarola M. Ljehotskog – Muzej vojvođanskih Slovaka, Bački Petrovac,
- 2021. Otkupna nagrada Bijenala fantastike – Кolarčeva galerija, Beograd,
- 2020. Nagrada publike –  izložba Umenost i vino, Vinogradareva kuća, Topola,
- 2019. Pohvala umetničkog saveta – Umetnički paviljon Cvijeta Zuzorić, Beograd,
- 2015. Priznanje Udruženja Кreativna Fabrika –  projekat DosijeUmetnik, Beograd,
- 2014. Nagrada Ljubomir Micić – ArtCENTAR, Beograd.

## Galerija
- Čaša za nezvanog gosta, ulje na platnu, 130x100cm 2017.
- Nestabilna ravnoteža, ulje na platnu, 128x90cm, 2018.
- Zora nad Srbijom, ulje na platnu, 180x300cm, 2019.
- Majstori igre, ulje na platnu, 100x140cm, 2020.
- Ptičje mleko, ulje na platnu, 55x65cm, 2020.
- Teške haljine, ulje na platnu, 55x65cm, 2020.
- Magično pozorište, ulje na platnu, 140x100cm, 2021.
- Sveti kvadrat, ulje na platnu, 140x100cm, 2021.
- Igra grožđanih perli, ulje na platnu, 100x140cm, 2021.
- Heruvim nad Novim Beogradom, ulje na platnu, 79x67cm, 2021.
- Poslednja večera, tuš u boji, 34x49cm, 2022.

## Spoljašnje veze
- „JASNA OPAVSKI Intervju: Kuma mitoloških prikaza u magičnom okruženju”. Fondacija Mihajlović Feniks. Приступљено 29. 11. 2024.
- „INTERVJU JASNA OPAVSKI: Koji mit živiš?”. Ekspres. Приступљено 29. 11. 2024.